# Chronicles (álbum de Asia)
Chronicles es un álbum recopilatorio de la banda británica de rock progresivo Asia y fue publicado en 2005 por Geffen Records.
Este álbum de tres discos compila todas las canciones de los tres primeros álbumes de estudio de la banda: Asia, Alpha y Astra, los cuales fueron lanzados en 1982, 1983 y 1985 respectivamente.

## Lista de canciones

### Disco uno - Asia
| Side one |                          |                                      |          |  |
| N.º      | Título                   | Escritor(es)                         | Duración |  |
| 1.       | «Heat of the Moment»     | John Wetton / Geoff Downes           | 3:50     |  |
| 2.       | «Only Time Will Tell»    | Wetton / Downes                      | 4:44     |  |
| 3.       | «Sole Survivor»          | Wetton / Downes                      | 4:48     |  |
| 4.       | «One Step Closer»        | Wetton / Steve Howe                  | 4:16     |  |
| 5.       | «Time Again»             | Wetton / Downes / Howe / Carl Palmer | 4:45     |  |
| 6.       | «Wildest Dreams»         | Wetton / Downes                      | 5:10     |  |
| 7.       | «Without You»            | Wetton / Howe                        | 5:04     |  |
| 8.       | «Cutting It Fine»        | Wetton / Downes / Howe               | 5:35     |  |
| 9.       | «Here Comes the Feeling» | Wetton / Howe                        | 5:42     |  |

### Disco dos - Alpha
| Side one |                                     |                 |          |  |
| N.º      | Título                              | Escritor(es)    | Duración |  |
| 1.       | «Don't Cry»                         | Wetton / Downes | 3:41     |  |
| 2.       | «The Smile Has Left Your Eyes»      | John Wetton     | 3:13     |  |
| 3.       | «Never in a Million Years»          | Wetton / Downes | 3:46     |  |
| 4.       | «My Own Time (I'll Do What I Want)» | Wetton / Downes | 4:49     |  |
| 5.       | «The Heat Goes On»                  | Wetton / Downes | 5:00     |  |
| 6.       | «Eye to Eye»                        | Wetton / Downes | 3:14     |  |
| 7.       | «The Last to Know»                  | Wetton / Downes | 4:40     |  |
| 8.       | «True Colors»                       | Wetton / Downes | 3:56     |  |
| 9.       | «Midnight Sun»                      | Wetton / Downes | 3:42     |  |
| 10.      | «Open Your Eyes»                    | Wetton / Downes | 6:26     |  |

### Disco tres - Astra
| Side one |                           |                          |          |  |
| N.º      | Título                    | Escritor(es)             | Duración |  |
| 1.       | «Go»                      | Wetton / Downes          | 4:08     |  |
| 2.       | «Voice of America»        | Wetton / Downes          | 4:28     |  |
| 3.       | «Hard on Me»              | Wetton / Downes / Palmer | 3:36     |  |
| 4.       | «Wishing»                 | Wetton / Downes          | 4:17     |  |
| 5.       | «Rock and Roll Dream»     | Wetton / Downes          | 6:52     |  |
| 6.       | «Countdown to Zero»       | Wetton / Downes          | 4:17     |  |
| 7.       | «Love Nom Till Eterntity» | Wetton / Downes          | 4:13     |  |
| 8.       | «Too Late»                | Wetton / Downes / Palmer | 4:13     |  |
| 9.       | «Suspicion»               | Wetton / Downes          | 3:46     |  |
| 10.      | «After the War»           | Wetton / Downes          | 5:10     |  |

## Formación
- John Wetton — voz y bajo
- Geoff Downes — teclados y coros
- Carl Palmer — batería
- Steve Howe — guitarra
- Mandy Meyer — guitarra